# Encentrum sacculiforme
Encentrum sacculiforme is een soort in de taxonomische indeling van de raderdieren (Rotifera). 
Het dier behoort tot het geslacht Encentrum en behoort tot de familie Dicranophoridae. De wetenschappelijke naam van de soort werd voor het eerst geldig gepubliceerd in 1979 door Tzschaschel.